# Lasioglossum cinereum
Lasioglossum cinereum är en biart som först beskrevs av Heinrich Friese 1917.  Lasioglossum cinereum ingår i släktet smalbin, och familjen vägbin. Inga underarter finns listade i Catalogue of Life.